# リナルド・クルサード
パウロ・リナルド・クルサード・ドゥランド（Paulo Rinaldo Cruzado Durando, 1984年2月25日 - ）は、ペルー・リマ出身の元同国代表サッカー選手。ウニベルシダ・サン・マルティン所属。ポジションはミッドフィールダー。

## 経歴

### クラブ
アカデミア・ティト・ドラゴの下部組織で育ち、2002年に強豪アリアンサ・リマに加入。2002年シーズンの終盤にトップチームデビューしたが、そのシーズンは1試合のみの出場に留まった。その後、チームの重要な選手としての地位を確立し、若手のジェフェルソン・ファルファンとともに2003年シーズンのリーグ優勝に貢献。2004年2月11日、コパ・リベルタドーレスのサンパウロFC戦(1-2)に出場して国際舞台にデビューし、グループリーグ全試合に出場したが、チームはグループ3位に終わって敗退した。2004年にはリーグ戦で2連覇を果たし、2005年シーズンは35試合に出場して1得点したが、ファルファンやワルテル・ビルチェスなどのキープレーヤーが抜けた影響で7位に終わった。2006年シーズンはマルコ・シウルリッサと名コンビを組み、チーム最多の42試合に出場して3得点を記録した。2年ぶりにリーグ優勝を果たしたが、優勝クラブを決めるプレーオフのセカンドレグではフラビオ・マエストリの決勝点をアシストし、CSシエンシアーノに3-1で勝利した。
2007年1月、スイス・スーパーリーグのグラスホッパー・クラブ・チューリッヒに移籍し、2月10日のFCチューリッヒ戦(0-0)でデビューした。2008年8月、2008年シーズンが終盤に差し掛かっていた母国のスポルティング・クリスタルに移籍し、チームのリーグ戦2位に貢献した。
2009年1月、アジアでも有数の人気クラブであるイラン・プレミアリーグのエステグラルFCに移籍した。移籍の詳細は契約直前まで明かされなかった。2009年シーズンには深刻な怪我を負い、ほとんどプレーできなかった。2010年シーズンはレギュラーのひとりとしてプレーした。2010年7月15日、2010年シーズンの中盤に差し掛かっていた母国のフアン・アウリチに移籍した。ペルー復帰という選択は、主にセルヒオ・マルカリアン監督が就任したペルー代表への復帰のためであった。
2011年8月5日、イタリア・セリエAのACキエーヴォ・ヴェローナと3年契約を結び、背番号8を受け取った。8月13日のノヴァーラ・カルチョとのプレシーズンマッチ(0-2)でデビューし、8月27日にはインテルナツィオナーレ・ミラノとのプレシーズンマッチを戦った。0-0で迎えたハーフタイムにキャプテンのセルジオ・ペリッシエとの交代で出場し、3-2で勝利を収めた。
2014年1月12日、アルゼンチン・プリメーラ・ディビシオンのニューウェルズ・オールドボーイズからトルネオ・ウルグアージョのナシオナル・モンテビデオに移籍。2017年1月2日、11年振りにアリアンサ・リマへ復帰することが発表された。

### 代表
2003年8月27日、グアテマラとの親善試合でペルー代表デビューした。2011年にはコパ・アメリカ2011に出場し、3位入賞に貢献した。
2011年9月2日、ボリビア代表との親善試合で代表戦初ゴールを記録した。

## タイトル

### クラブ
アリアンサ・リマ
- プリメーラ・ディビシオン : 2003, 2004, 2006, 2017

エステグラル
- イラン・プレミアリーグ : 200-09

ニューウェルズ
- プリメーラ・ディビシオン : 2013 Final

ナシオナル・モンテビデオ
- プリメーラ・ディビシオン : 2014-15

### 代表
ペルー
コパ・アメリカ 3位 : 2011

## 個人成績
2011年9月6日時点
| クラブ成績 | クラブ成績                 | クラブ成績     | リーグ | リーグ | カップ     | カップ     | 国際大会   | 国際大会   | 通算 | 通算 |
| シーズン   | クラブ                     | リーグ         | 出場   | 得点   | 出場       | 得点       | 出場       | 得点       | 出場 | 得点 |
| ペルー     | ペルー                     | ペルー         | リーグ | リーグ | カップ     | カップ     | 南米       | 南米       | 通算 | 通算 |
| ---------- | -------------------------- | -------------- | ------ | ------ | ---------- | ---------- | ---------- | ---------- | ---- | ---- |
| 2002       | アリアンサ・リマ           | プリメーラ     | 1      | 0      | —          | —          | 0          | 0          | 1    | 0    |
| 2003       | アリアンサ・リマ           | プリメーラ     | 12     | 0      | —          | —          | 0          | 0          | 12   | 0    |
| 2004       | アリアンサ・リマ           | プリメーラ     | 35     | 1      | —          | —          | 6          | 0          | 41   | 1    |
| 2005       | アリアンサ・リマ           | プリメーラ     | 25     | 1      | —          | —          | 0          | 0          | 25   | 1    |
| 2006       | アリアンサ・リマ           | プリメーラ     | 42     | 3      | —          | —          | —          | —          | 42   | 3    |
| スイス     | スイス                     | スイス         | リーグ | リーグ | スイス杯   | スイス杯   | ヨーロッパ | ヨーロッパ | 通算 | 通算 |
| 2006-07    | グラスホッパーズ           | スーパーリーグ | 8      | 0      | 0          | 0          | 0          | 0          | 8    | 0    |
| 2007-08    | グラスホッパーズ           | スーパーリーグ | 26     | 2      | 3          | 0          | —          | —          | 29   | 2    |
| 2008-09    | グラスホッパーズ           | スーパーリーグ | 1      | 0      | —          | —          | 2          | 0          | 3    | 0    |
| ペルー     | ペルー                     | ペルー         | リーグ | リーグ | カップ     | カップ     | 南米       | 南米       | 通算 | 通算 |
| 2008       | スポルティング・クリスタル | プリメーラ     | 14     | 0      | —          | —          | —          | —          | 14   | 0    |
| イラン     | イラン                     | イラン         | リーグ | リーグ | カップ     | カップ     | アジア     | アジア     | 通算 | 通算 |
| 2008–09    | エステグラル               | プレミア       | 1      | 0      | 0          | 0          | 0          | 0          | 1    | 0    |
| 2009-10    | エステグラル               | プレミア       | 17     | 1      | 1          | 1          | 2          | 0          | 20   | 2    |
| ペルー     | ペルー                     | ペルー         | リーグ | リーグ | カップ     | カップ     | 南米       | 南米       | 通算 | 通算 |
| 2010       | フアン・アウリチ           | プリメーラ     | 15     | 0      | —          | —          | —          | —          | 15   | 0    |
| 2011       | フアン・アウリチ           | プリメーラ     | 13     | 4      | —          | —          | —          | —          | 13   | 4    |
| イタリア   | イタリア                   | イタリア       | リーグ | リーグ | イタリア杯 | イタリア杯 | ヨーロッパ | ヨーロッパ | 通算 | 通算 |
| 2011-12    | キエーヴォ                 | セリエA        | 0      | 0      | 0          | 0          | —          | —          | 0    | 0    |
| 通算       | ペルー                     | ペルー         | 157    | 9      | —          | —          | 6          | 0          | 163  | 9    |
| 通算       | スイス                     | スイス         | 35     | 2      | 3          | 0          | 2          | 0          | 40   | 2    |
| 通算       | イラン                     | イラン         | 18     | 1      | 1          | 1          | 2          | 0          | 21   | 2    |
| 通算       | イタリア                   | イタリア       | 0      | 0      | 0          | 0          | —          | —          | 0    | 0    |
| 総通算     | 総通算                     | 総通算         | 210    | 12     | 4          | 1          | 10         | 0          | 224  | 13   |